# El Bienamado (telenovela mexicana)
El Bienamado es una telenovela mexicana producida por Nicandro Díaz González para Televisa transmitida por Las Estrellas en 2017. Es una adaptación de la obra teatral brasileña de 1973 Odorico o Bem-Amado ou Os Mistérios do Amor e da Morte, escrita por Dias Gomes, que ya había originado la telenovela brasileña O Bem-Amado, producida por Rede Globo.
Está protagonizada adultamente por Jesús Ochoa, Chantal Andere, Nora Salinas e Irán Castillo, como protagonistas jóvenes Mariluz Bermúdez, Mark Tacher y Andrés Palacios junto con Salvador Zerboni como el villano principal. Contando con las actuaciones de Alejandra García, Fernando Ciangherotti, Laura Zapata y César Bono.

## Elenco
- Jesús Ochoa - Odorico Cienfuegos Montaño
- Chantal Andere - Justina Samperio Castro
- Nora Salinas - Dulcina Samperio Castro
- Irán Castillo - Santina Samperio Castro
- Mariluz Bermúdez - Valeria Cienfuegos Samperio
- Mark Tacher - León Serrano Winter
- Andrés Palacios - Homero Fuentes Arce
- Laura Zapata - Bruna Mendoza Murillo
- Salvador Zerboni - Jairo Portela
- Alejandra Sandoval - Melissa Gaitán Cardona
- Alejandra García - Tania Solís Mendoza
- Diego de Erice - Dirceo Retana Briceño
- Fernando Ciangherotti - Genovevo Morones Herrera
- Gabriela Zamora - Francisca "Paquita" Patiño de Cano
- Luis Manuel Ávila - José "Pepón" Cano; "Pepón de las Alas"
- Raquel Morell - Generosa Cienfuegos Montaño
- Luis Gatica - Ambrosio Cárdenas
- Diana Golden - Abigaíl de Morones
- Polo Morín - Jordi de Ovando Neri
- Raquel Pankowsky - Concordia Briseño Vda. de Retana
- Roberto Romano - Alexis Cienfuegos Samperio / Alexis Solís Samperio
- Ricardo Fastlicht - Trevor
- Michelle Rodríguez - Estrella
- Dayren Chávez - Luz Marina Cárdenas
- César Bono - Padre Dimas
- Olivia Collins - Olga "Olguita" Montes Pérez
- Ricardo Silva - Liborio Galicia Ortiz
- Sergio Reynoso - Mateo Mendoza Murillo
- Eduardo Manzano - Don Arcadio Mendoza Rivera
- Ricardo Margaleff - Juancho López
- Chao - Binicio Luna
- Aleida Núñez - Gloriana "La Diosa de Fuego"
- José Montini - Pomponio
- Pepe Olivares - Sotero Bermejo
- Mercedes Vaughan - Romelia Vargas de Bermejo
- Patsy - Donatella Neri
- Francisco Gattorno - Jesús Tranquilino de la Asunción Cárdenas "Chuy Muertes"
- Jacqueline Bracamontes - Laura Urquidi de Serrano
- Reynaldo Rossano - Fidel
- Eduardo Rodríguez - Carrasco
- Joana Brito - Natalia Cárdenas "Naty"
- Aitor Iturrioz - Timoteo
- Tony Balardi - Jilguero
- Arturo García Tenorio - Juvenal Samperio Meza
- Omar Yubeili - Vladimiro Rocha / Vladimiro Tranquilino de la Astunción Rocha
- Luis Gerardo Núñez - Hernán
- Christian Ramos - Tadeo
- Mauricio Castillo - Quirino
- Rosita Bouchot - Talita Prieto
- Gloria Chávez - Jovita
- José María Negri - Claudio
- Jaime Garza - Apolo Tinoco
- Fernando Larrañaga - Luis
- Gaby Roma - Evelina
- Martín Frek - Arnulfo
- Andrée Ascencio - Rita
- Memo Dorantes - Camilo
- Eduardo Shacklett - Bracamontes
- Michel López - Crisóforo
- Salvador Sánchez - Ismael López
- Juan Osorio - Él mismo

## Versiones
- O Bem-Amado producida por Rede Globo en 1973, protagonizada por Paulo Gracindo como El Bienamado.
- Se realizó una versión en 1980, titulada de igual forma como O Bem-Amado, protagonizada también por Paulo Gracindo.
- En Chile, TVN realizó en 1996 una versión titulada Sucupira, protagonizada por Héctor Noguera. Ese mismo país estrena otra versión titulada, Sucupira, la comedia, también protagonizada por Héctor Noguera.
- En 2010, se realiza la versión cinematográfica de la telenovela, bajo el mismo título, y fue protagonizada por Marco Nanini. En 2011, se lleva a cabo una miniserie bajo el mismo título, protagonizada también por Marco Nanini.

## Premios y nominaciones

### Premios TVyNovelas 2018
| Categoría        | Nominados     | Resultado |
| ---------------- | ------------- | --------- |
| Mejor telenovela | Nicandro Díaz | Nominado  |